# Rhyacophila pallida
Rhyacophila pallida là một loài Trichoptera trong họ Rhyacophilidae. Chúng phân bố ở miền Cổ bắc.